# Appetite for Destruction
Appetite for Destruction é o álbum de estreia da banda norte-americana de hard rock Guns N' Roses. Lançado em 21 de julho de 1987 pela Geffen Records, não obteve muito sucesso de início, mas começou a vender assim que a banda iniciou turnês pela América do Norte como abertura para grandes nomes do rock como The Cult, Alice Cooper e Aerosmith, além de seus próprios shows por festivais e casas de show.
Apesar de todas as faixas creditarem todos os cinco membros originais como compositores algumas das faixas tiveram as letras criadas individualmente por cada um em diferentes épocas e as melodias só foram produzidas quando a banda já estava junta em estúdio. O estilo do álbum, como um todo, se resume ao popular hard rock dos anos 80 com influências de AC/DC e The Rolling Stones, com guitarras em evidência em canções repletas de solos acompanhadas por vocais altos e distorcidos, sendo que outros instrumentos e técnicas como sintetizadores e piano só foram usados em outros lançamentos da banda.
Appetite for Destruction é tido como um dos mais importantes lançamentos da história do rock por trazer canções que se tornaram clássicas e são populares até hoje como "Welcome to the Jungle", "Paradise City" e "Sweet Child o' Mine" dentre outras. O álbum foi aclamado pela crítica, que elogiou principalmente as letras variadas e as melodias potentes. Foi também um grande sucesso comercial, se tornando o disco de estreia mais vendido da história da música e é hoje o 11º álbum mais vendido nos Estados Unidos, bem como um dos mais vendidos mundialmente, com cerca de 40 milhões de cópias comercializadas desde seu lançamento. O álbum também aparece no topo da lista dos "10 melhores álbuns de rock de todos os tempos" da revista Kerrang! Este álbum está na lista dos 200 álbuns definitivos no Rock and Roll Hall of Fame.

## Composição e estilo
Muitas faixas do álbum foram escritas em parceria pela banda na época em que eles se apresentavam em bares e clubes de Los Angeles, mas algumas já tinham base desde 1983, quando Axl Rose integrava a banda Hollywood Rose, que foi fundida em 1984 com outra pequena banda, o L.A. Guns, para formar o Guns N' Roses, na época integrado por Axl nos vocais, Slash e Izzy Stradlin nas guitarras, Duff McKagan no baixo e Steven Adler na bateria; é o caso de "Anything Goes", uma das primeiras músicas próprias do Hollywood Rose composta por Axl, Izzy Stradlin e o guitarrista Chris Weber. Outro acontecimento da época que inspirou a banda foi a amizade de Axl com uma garota chamada Michelle Young, que havia falado para Axl sobre como ela gostaria que alguém escrevesse uma música em sua homenagem, então Axl compôs "My Michelle", que acabou expondo abertamente várias tragédias pessoais dela, como o suicídio de sua mãe, por exemplo, mas mesmo assim ela se disse feliz na época pela atenção que ela passou a receber.
Muitas das canções foram totalmente compostas em questão de poucas horas, como "Out Ta Get Me", feita em apenas três horas baseado em um riff (acordes de guitarra) criado por Izzy. Axl compôs a letra de "Welcome to the Jungle" enquanto visitava um amigo em Seattle e depois desenvolveu a melodia com Slash baseado em riffs que eles haviam criado anos antes. "Paradise City" não possui nenhum grande significado na letra, a canção foi composta quando banda voltava de Seattle para Los Angeles, e "Mr. Brownstone" é uma gíria americana para heroína. A popular "Sweet Child o'Mine" foi baseada no relacionamento de Axl com Erin Everly, com quem ele se casou em 28 de abril de 1990. Essas cinco faixas são canções pesadas, cheias de riffs em evidência, consideradas "sujas, perigosas e divertidas", descritas pelo Allmusic como (...)tudo o que o rock deve ser(...).
"It's So Easy" é um trabalho conjunto de Duff com o compositor West Arkeen para ser uma música acústica, e segundo Axl foi uma sugestão de Slash transformá-la em uma faixa pesada. "Think About You" foi composta inteiramente por Izzy e é considerada literariamente similar com "Sweet Child O'Mine", mas segundo Izzy ela é baseada no cotidiano de Hollywood. Os riffs de "Nightrain" foram criados por Slash e Izzy no chão da sala de ensaios da banda e a letra foi criada em conjunto durante uma caminhada noturna por Los Angeles. Há ainda "Rocket Queen", que causou polêmica, pois Axl levou uma mulher chamada Adriana Smith para o estúdio e transou com ela para que gravassem o som que Smith fazia e assim colocá-lo no fundo da música, o que acabou realmente sendo lançado na versão padrão do álbum.

## Gravação e capa

A capa original do álbum, banida das lojas por seu teor violento.

Em março de 1986 o Guns N' Roses assinou contrato com a Geffen Records e no mesmo mês começou um processo para escolher um produtor para seu CD de estreia; o grupo foi procurado por muitos músicos profissionais, Paul Stanley do Kiss entre eles, mas acabou contratando Mike Clink, um novato na época.
Após ensaiarem durante algumas semanas, a banda começou as gravações no estúdio Rumbo Recorders, de Daryl Dragon, em janeiro de 1987. Duas semanas foram gastas gravando as trilhas-base, com Clink cortando os melhores takes. Durante o mês seguinte, Clink trabalhou durante 18 horas por dia, com Slash gravando dobras de guitarra à tarde, e Axl gravando os vocais. Slash teve muita dificuldade em achar o timbre ideal antes de testar uma guitarra cópia de uma Gibson Les Paul em um amplificador Marshall. Num trabalho minucioso, Slash e Clink passaram horas regravando e reestruturando os solos de guitarra. Segundo Steven Adler, a bateria e a percussão foram finalizadas em 6 dias, mas os vocais de Axl levaram bastante tempo, uma vez que ele insista em gravá-los verso por verso; tal perfeccionismo acabou fazendo com que o resto da banda desistisse de acompanhar as gravações. As dobras finais e a mixagem foram feitas no Mediasound Studios, e a masterização no Sterling Sound, em Nova Iorque.
Como um todo o álbum teve um orçamento total de 370 mil dólares.
O título do disco é a ilustração de Robert Williams usada como capa original do disco, retratando uma mulher vítima de estupro com as calcinhas nos joelhos e seu algoz, um robô estuprador, prestes a ser punido por uma máquina assassina vingadora. Foi considerada obscena e depreciativa contra as mulheres e proibida nos Estados Unidos e alguns outros países; a imagem substituta trazia um crucifixo com caricaturas de cada um dos membros da banda como se fossem caveiras, uma imagem que Axl Rose tem tatuada em seu antebraço direito. Porém, a capa original foi editada normalmente em vários países, inclusive o Brasil, e em outros ela era impressa com o livreto do vinil ou o encarte do CD.

## Faixas
Todas as faixas escritas por Guns N' Roses, exceto onde indicado.
| N.º | Título                  | Compositor(es)             | Duração |  |
| 1.  | "Welcome To The Jungle" |                            | 4:34    |  |
| 2.  | "It's So Easy"          | Guns N' Roses, West Arkeen | 3:23    |  |
| 3.  | "Nightrain"             |                            | 4:29    |  |
| 4.  | "Out Ta Get Me"         |                            | 4:25    |  |
| 5.  | "Mr. Brownstone"        |                            | 3:49    |  |
| 6.  | "Paradise City"         |                            | 6:46    |  |
| 7.  | "My Michelle"           |                            | 3:40    |  |
| 8.  | "Think About You"       |                            | 3:52    |  |
| 9.  | "Sweet Child o' Mine"   |                            | 5:55    |  |
| 10. | "You're Crazy"          |                            | 3:17    |  |
| 11. | "Anything Goes"         | Guns N' Roses, Chris Weber | 3:26    |  |
| 12. | "Rocket Queen"          |                            | 6:13    |  |

## Lançamento e recepção

### Turnê promocional
Mesmo antes do lançamento do álbum a banda iniciou em março de 1987 uma série de shows em pequenos clubs em Los Angeles e Londres e depois começou uma série de turnês de abertura para grandes nomes da época começando pelo The Cult, com o primeiro show em Halifax, no Canadá em 14 de agosto de 1987, também abrindo para Ace Frehley em Corona, na Califórnia, em 16 de agosto. A banda se reuniu novamente com o The Cult no dia 17 em Montreal e seguiu com eles por toda a Costa Oeste Americana até Nova Orleãs, em 19 de setembro. Em outubro a banda esteve na Europa para uma pequena turnê com shows na Alemanha, Países Baixos e Reino Unido que se completou com um show em Londres no dia 8.
A partir de novembro a banda voltou a fazer shows de apoio, abrindo para artistas e bandas como Mötley Crüe e Alice Cooper; também foram agendados shows de abertura para o Iron Maiden, mas os grupos tiveram desavenças e a participação do Guns foi encurtada e eles foram contratados para abrir uma série de 4 shows dos Rolling Stones no Giants Stadium em Nova Jersey e depois o grupo partiu como apoio ao Aerosmith numa turnê de estádios pelos Estados Unidos, que a banda aproveitou para gravar partes do clip de "Paradise City"; esse clip foi finalizado com cenas ao vivo da banda tocando no Download Festival de Leicestershire, na Inglaterra, em 20 de agosto de 1988, mas esse show ficou marcado negativamente pois duas pessoas acabaram morrendo pisoteadas durante a performance de "It's so Easy".
A banda encerrou a turnê com uma série de shows no Japão com datas em Tóquio e Osaka que foram reagendas e ocorreram entre e abril e setembro de 1988 e depois acabou com um show adicional em Tóquio em 10 de dezembro, após apenas 5 shows em solo japonês.

### Avaliação da crítica
| Críticas profissionais | Críticas profissionais |
| Avaliações da crítica  | Avaliações da crítica  |
| Fonte                  | Avaliação              |
| ---------------------- | ---------------------- |
| Allmusic               | [ 9 ]                  |
| Rolling Stone          | [ 20 ]                 |
| About                  | [ 21 ]                 |
| CD Universe            | [ 22 ]                 |
| Metal Underground      | [ 23 ]                 |
| Rate Your Music        | [ 24 ]                 |
| Ultimate Guitar        | [ 25 ]                 |
| Crazy Metal Mind       | 10/10                  |

Appetite for Destruction foi aclamado pela crítica e considerado como um dos melhores álbuns dos anos 80; o Allmusic apontou que as melodias são "(...)tão sujas quanto as letras, com um rock pesado e metálico com influências do blues(...)", também descreveu o álbum como sombrio devido ao fato dos medos, raivas e ressentimentos terem sido transformados em expressões artísticas; o avaliador do website, Stephen Thomas, também elogiou as performances de Slash e Izzy, dizendo que ambos realizaram os melhores solos de guitarra desde o início dos Rolling Stones, e encerrou a avaliação chamando Appetite de "(...)o melhor álbum de rock dos anos 80(...).
A revista Rolling Stone apontou que Appetite era um sucesso inevitável e que expressava toda a energia da América na voz de Axl, que era ao mesmo tempo assustadora e irresistível. O artigo online ainda colocava o álbum e a banda como revolucionadores do rock, e chamou Axl de um dos "(...)compositores mais sensitivos da década de 80(...)". Mais tarde a revista apontou Appetite como 27º melhor álbuns dos anos em 80, e em 2003 o colocou na 61º posição na lista dos "500 Melhores Álbuns da História". Acclaimed Music o apontou 61º melhor álbun de sempre (na uma lista de 3000 álbuns).

### Desempenho nas paradas
Assim que foi lançado, Appetite entrou na Billboard 200, a principal parada de álbuns americana, na 182º posição, mas estreou na 68º posição na UK Albums Chart, no Reino Unido; em 1988, após 50 semanas nas paradas, Appetite alcançou o primeiro lugar da Billboard 200 e chegou a 15º posição no Reino Unido, além de se tornar um grande sucesso na Oceania e na Europa. O álbum voltou ao 1º lugar da Billboard 200 em 1989 e, desde então, vem tendo constantes reentradas nas paradas do Reino Unido, estabelecendo um record como o álbum de mais sucesso da UK Albums Chart.
| País           | Parada (1987)            | Melhor posição |
| -------------- | ------------------------ | -------------- |
| Reino Unido    | UK Albums Chart          | 68             |
| País           | Parada (1988)            | Melhor posição |
| Austrália      | ARIA Charts              | 7              |
| Estados Unidos | Billboard 200            | 1              |
| Nova Zelândia  | New Zealand Albums Chart | 4              |
| Reino Unido    | UK Albums Chart          | 15             |
| Suécia         | Sverigetopplistan        | 32             |
| País           | Parada (1989)            | Melhor posição |
| Austrália      | ARIA Charts              | 13             |
| Áustria        | Top 40 Albums            | 3              |
| Canadá         | Canadian Albums Chart    | 3              |
| Estados Unidos | Billboard 200            | 1              |
| Hungria        | Mahasz                   | 12             |
| Noruega        | VG-lista                 | 9              |
| Nova Zelândia  | New Zealand Albums Chart | 1              |
| Países Baixos  | MegaCharts               | 3              |
| Reino Unido    | UK Albums Chart          | 5              |
| Suíça          | Swiss Top 100 Albums     | 7              |
| País           | Parada (1990)            | Melhor posição |
| Austrália      | ARIA Charts              | 36             |
| Nova Zelândia  | New Zealand Albums Chart | 36             |
| Reino Unido    | UK Albums Chart          | 51             |
| Suécia         | Sverigetopplistan        | 37             |
| País           | Parada (1991)            | Melhor posição |
| Austrália      | ARIA Charts              | 39             |
| Estados Unidos | Billboard Catalog Albums | 1              |
| Reino Unido    | UK Albums Chart          | 53             |
| País           | Parada (1992)            | Melhor posição |
| Alemanha       | Media Control Charts     | 16             |
| Áustria        | Top 40 Albums            | 7              |
| Países Baixos  | MegaCharts               | 29             |
| Reino Unido    | UK Albums Chart          | 31             |
| País           | Parada (1993)            | Melhor posição |
| Austrália      | ARIA Charts              | 12             |
| Nova Zelândia  | New Zealand Albums Chart | 41             |
| Países Baixos  | MegaCharts               | 53             |
| Reino Unido    | UK Albums Chart          | 42             |

| País           | Parada (1994)            | Melhor posição |
| -------------- | ------------------------ | -------------- |
| Reino Unido    | UK Albums Chart          | 75             |
| País           | Parada (1995)            | Melhor posição |
| Reino Unido    | UK Albums Chart          | 66             |
| País           | Parada (1996)            | Melhor posição |
| Reino Unido    | UK Albums Chart          | 58             |
| País           | Parada (1997)            | Melhor posição |
| Reino Unido    | UK Albums Chart          | 66             |
| País           | Parada (1998)            | Melhor posição |
| Reino Unido    | UK Albums Chart          | 53             |
| País           | Parada (2000)            | Melhor posição |
| Irlanda        | Irish Albums Chart       | 11             |
| País           | Parada (2001)            | Melhor posição |
| Reino Unido    | UK Albums Chart          | 78             |
| País           | Parada (2002)            | Melhor posição |
| Reino Unido    | UK Albums Chart          | 59             |
| País           | Parada (2003)            | Melhor posição |
| Reino Unido    | UK Albums Chart          | 66             |
| País           | Parada (2004)            | Melhor posição |
| Reino Unido    | UK Albums Chart          | 60             |
| País           | Parada (2006)            | Melhor posição |
| Itália         | Italian Albums Chart     | 58             |
| País           | Parada (2007)            | Melhor posição |
| Reino Unido    | UK Albums Chart          | 69             |
| País           | Parada (2008)            | Melhor posição |
| Estados Unidos | Billboard Catalog Albums | 1              |
| Reino Unido    | UK Albums Chart          | 83             |
| País           | Parada (2009)            | Melhor posição |
| Reino Unido    | UK Albums Chart          | 60             |

### Vendas e certificações
| País           | Empresa      | Certificação | Vendas      |
| -------------- | ------------ | ------------ | ----------- |
| Alemanha       | IFPI         | Platina      | 200,000+    |
| Argentina      | CAPIF        | 3× Platina   | 180,000+    |
| Áustria        | IFPI         | Ouro         | 10,000+     |
| Brasil         | ABPD         | Platina      | 100,000+    |
| Canadá         | Music Canada | Diamante     | 1,000,000+  |
| Estados Unidos | RIAA         | 18× Platina  | 18,000,000+ |
| Finlândia      | IFPI         | Ouro         | 25,000+     |
| França         | SNEP         | Platina      | 200,000+    |
| México         | AMPROFON     | Ouro         | 100,000+    |
| Reino Unido    | BPI          | 2× Platina   | 600,000+    |
| Suécia         | IFPI         | Platina      | 50,000+     |
| Suíça          | IFPI         | Platina      | 50,000+     |

## Créditos

### Músicos
- Axl Rose - Vocal principal, percussão ("Welcome to the Jungle") e apito ("Paradise City")
- Slash - Guitarra solo
- Izzy Stradlin - Guitarra rítmica e vocal de apoio
- Duff McKagan - Baixo e vocal de apoio
- Steven Adler - Bateria

### Equipe técnica
- Robert Williams - Arte da Capa
- Mike Clink - Produção e edição
- Michael Barbiero - Mixagem
- George Marino - Masterização
- Victor Deyglio, Dave Reitzas, Micajah Ryan e Julian Stoll - Engenheiros de som
- Robert John - Fotografias